# Râul Bratia
Râul Bratia este un afluent de dreapta al Râului Târgului. Își are izvoarele în Munții Iezer-Păpușa, de sub vârful Obârșia. Afluenții importanți sunt: Brătioara, Râușorul, Năvrap, Slănicul. Bratia străbate localitățile: Cândești, Măcelaru, Bratia, Gămăcești, Berevoești, Aninoasa, Valea Siliștii, Vlădești, Poienița, Golești, Bălilești, Băjești. 
Râul Bratia se varsă în Râul Târgului în apropiere de localitatea Țițești.
Râul Bratia traversează următoarele unități de relief: munții Iezer-Păpușa, Subcarpații Getici, mai precis formează limita vestică a depresiunii Câmpulung, în acest sector cuprinde și Munelele Plăticăi și Slănicului iar la sud de Vlădești începe să traverseze Piemontul Getic cunoscut și ca Podișul Getic cu subgrupa acestuia Gruiurile Argeșului. Râurile Slănic, Râușor și Năvrap străbat subunitatea numită Munceii Plăticăi.